# 近森高明
近森 高明（ちかもり たかあき、1974年 - ）は、日本の社会学者。慶應義塾大学文学部教授。専攻は文化社会学、都市社会学。

## 経歴
1974年、愛媛県で誕生する。1997年に京都大学文学部を卒業したのち、同大学院文学研究科修士課程行動文化学専攻（社会学）を修了。2002年に同大学院博士後期課程同専攻を研究指導認定退学。同年9月から2003年8月までノッティンガム大学大学院批判理論・文化研究科で客員研究員をつとめる。2004年4月から2005年3月まで日本学術振興会特別研究員（PD）。同年3月に京都大学にて博士（文学）を取得。2011年4月から2017年3月まで慶應義塾大学文学部准教授、2017年4月より同大学同学部教授。

## 著書
単著
- 『ベンヤミンの迷宮都市――都市のモダニティと陶酔経験』、2007年、世界思想社。

編著
- 近森高明，吉原直樹編『都市のリアル』、2013年、有斐閣。
- 近森高明，工藤保則編『無印都市の社会学――どこにでもある日常空間をフィールドワークする』、2013年、法律文化社。
- 近森高明，右田裕規編『夜更かしの社会史 : 安眠と不眠の日本近現代』、2024年、吉川弘文館。ISBN 9784642039314

訳書
- マイク・フェザーストン，ナイジェル・スリフト，ジョン・アーリ編著『自動車と移動の社会学: オートモビリティーズ』、2010年、法政大学出版局。